# Hřbitov v Horním Litvínově
Zrušený hřbitov v Horním Litvínově (dnes Pietní park) na Mostecku se nacházel v Žižkově ulici. Místo bylo později upraveno na městský park, dochovaná hřbitovní kaple je chráněna jako nemovitá Kulturní památka České republiky.

## Historie
Roku 1823 dal majitel panství hrabě František Adam z Valdštejna-Vartenberka příkaz ředitelství panství v Duchcově k založení nového hřbitova v Horním Litvínově. Bylo to z důvodu rušení starého hřbitova u litvínovského kostela. Nový hřbitov byl založen mimo město na okraji lesa při cestě do Loučné. Dochovala se pouze hřbitovní kaple Valdštejnů a několik náhrobků při okraji.
Většina hrobů byla, na požádání pozůstalých, po zrušení hřbitova přestěhována do nového hřbitova mezi Litvínovem a Lomem.

### Kaple
Podle posledního přání byl hrabě Valdštejn po své smrti 23. května 1823 pohřben do rodinné hrobky na tomto hřbitově. Jeho manželka, hraběnka Karolina Valdštejnovna, poté dala roku 1829 nad hrobkou postavit zděnou klasicistní kapli, kde byla po své smrti roku 1844 pohřbena po manželově boku. Kapli a její vybavení navrhl a zhotovil Franz Johann Pettrich (1770–1844), dvorní sochař u saského královského dvora v Drážďanech (původem z Třebenic). Uvnitř kaple se nachází reliéfní náhrobek z jemného pískovce, po vnitřních stranách kaple jsou mramorové pamětní desky zemřelých.